# NGC 7621
NGC 7621 is een spiraalvormig sterrenstelsel in het sterrenbeeld Pegasus. Het hemelobject werd op 25 november 1864 ontdekt door de Duitse astronoom Albert Marth.

## Synoniemen
- MCG 1-59-55
- ZWG 406.74
- PGC 71129